# Фарби
«Фарби» (с укр. — «Краски») — пятый студийный альбом украинской певицы Ирины Билык, выпущенный 15 декабря 1997 года на лейбле Nova Records. Альбом имел оглушительный успех, разойдясь тиражом более 1 000 000 экземпляров только на территории Украины.
Для продвижения альбома певица отправилась в масштабное всеукраинское турне «Фарби неба» совместно с российской певицей Линдой и продюсером Максом Фадеевым. Концерты проходили во дворцах спорта и на стадионах при полных аншлагах. На песни «А я пливу» и «Одинокая» (две версии) Максимом Паперником были сняты видеоклипы.
На премии Nova Records Awards, прошедшей в 1998 году, Ирина Билык была признана певицей года, пластинка «Фарби» стала альбомом года, а ролик «А я пливу» получил награду за лучший видеоклип. На премии «Золотая жар-птица» Билык также одержала победы в номинациях «Певица года» и «Альбом года» («Фарби»).
В 2008 году альбом был переиздан в честь двадцатилетия творческой деятельности певицы.

## Отзывы критиков
Рецензент портала UMKA отметил, что начиная с этого альбоме Ирине Билык уже практически не удавалось писать слабые песни. По его мнению, альбом «Фарби» не поставил ее рядом с другими звездами, а создал совершенно отдельную высоту, где Ирина Билык стала первой и единственной.

## Список композиций
| №                   | Название            | Текст песни                      | Музыка              | Длительность |
| ------------------- | ------------------- | -------------------------------- | ------------------- | ------------ |
| 1.                  | «А я пливу»         | Ирина Билык                      | Ирина Билык         | 4:50         |
| 2.                  | «Одинокая»          | Ирина Билык                      | Ирина Билык         | 4:25         |
| 3.                  | «Фарби»             | Ирина Билык                      | Ирина Билык         | 5:02         |
| 4.                  | «Щастя моє»         | Ирина Билык                      | Ирина Билык         | 3:52         |
| 5.                  | «Я не знаю»         | Ирина Билык, Константин Гнатенко | Ирина Билык         | 5:44         |
| 6.                  | «Серце»             | Олег Комлач                      | Олег Комлач         | 4:14         |
| 7.                  | «Сонце»             | Ирина Билык                      | Ирина Билык         | 4:56         |
| 8.                  | «Те, чого нема»     | Ирина Билык                      | Ирина Билык         | 4:13         |
| 9.                  | «Н-а-р-к-о-т-и-к-и» | Ирина Билык                      | Ирина Билык         | 5:09         |
| 10.                 | «Я буду»            | Константин Гнатенко              | Ирина Билык         | 4:27         |
| 11.                 | «Montserrat»        |                                  | Жан Болотов         | 4:21         |
| Общая длительность: | Общая длительность: | Общая длительность:              | Общая длительность: | 51:54        |

| №   | Название           | Текст песни | Музыка      | Длительность |
| --- | ------------------ | ----------- | ----------- | ------------ |
| 12. | «Одинокая» (Remix) | Ирина Билык | Ирина Билык | 3:43         |

## Участники записи
- Ирина Билык — вокал, сопродюсер
- Жан Болотов — клавишные, аранжировка, программирование, сопродюсер
- Геннадий Дьяконов — гитара, гитарные сэмплы
- Вадим Медведь — бас-гитара (1)
- Игорь Закус — бас-гитара (2-8)
- Игорь Середа — ударные
- Виктор Крисько — скрипка (7)
- Елена Романовская — бэк-вокал (6)
- Сергей Манек — бэк-вокал (8)
- Тётя Катя — экзотик-вокал (3)
- Олег Барабаш — звукорежиссура
- Юрий Никитин — продюсер

Альбом был записан в период с сентября по декабрь 1997 года на студии Nova; песня «А я пливу» была записана на «Украинской профессиональной студии» в августе того же года.